# Wólka Abramowicka
Wólka Abramowicka – wieś w Polsce położona w województwie lubelskim, w powiecie lubelskim, w gminie Głusk.
| SIMC    | Nazwa                     | Rodzaj    |
| ------- | ------------------------- | --------- |
| 0381150 | Kolonia Wólka Abramowicka | część wsi |

1 stycznia 1989 północną część wsi (499,95 ha) włączono do Lublina.
Wieś stanowi sołectwo gminy Głusk. Według Narodowego Spisu Powszechnego z roku 2011 wieś liczyła 341 mieszkańców.

## Położenie
Wieś leży w bezpośrednim sąsiedztwie miasta Lublin (około 9 km od centrum miasta i 0,5 km od jego granic). Północna część wsi w roku 1989 włączona została w granice administracyjne Lublina. Wieś sąsiaduje z jedną dzielnicą Lublina – Abramowicami od północy i zachodu (z Lasem Dąbrowa), od strony południowej – z wsią Ćmiłów, a od wschodu z Dominowem. 
W latach 1975–1998 miejscowość administracyjnie należała do ówczesnego województwa lubelskiego.

## Turystyka
Do walorów turystyczno – rekreacyjnych miejscowości należą sąsiedztwo lubelskiego lasu Dąbrowa (dzielnica Abramowice) i bliskość kompleksu rekreacyjnego Zalew Zemborzycki (dzielnica Zemborzyce).

## Dojazd
Przez Wólkę Abramowicką przebiega droga wojewódzka nr 835. Wieś jest objęta zasięgiem komunikacji miejskiej Zarządu Transportu Miejskiego w Lublinie. Doprowadzone są tu linie nr 16 i 17.